# Duque (lombardo)
O duque, entre os lombardos era aquele que, no interior da sociedade lombarda, tinha o papel político e militar de comandante de uma mesma "família militar" ( a fara), independente de determinada fixação territorial.

## Etimologia
Não é conhecido o termo próprio da língua lombarda para indicar a figura do duque. Até mesmo as fontes historiográficas mais antigas (a anônima (Origo Gentis Langobardorum e a Historia Langobardorum de Paulo, o Diácono) foram escritas em latim. O termo latino "dux" foi adotado para designar uma figura política e militar que não tinha um equivalente exato no mundo clássico, redefinindo assim o próprio conceito de "duque" (latim dux, italiano duca) de uma forma que teria depois conhecido posteriores desenvolvimentos nos séculos seguintes.

## História
A figura do duque emergiu entre os séculos IV e V, quando o povo germânico estava estabelecido entre o curso médio do rio Elba e a atual Boêmia setentrional. Na época, os lombardos eram nômades e organizados em grupos homogêneos e compactos de famílias originadas do mesmo clã, em condições de organizar-se em contingentes militares: os fara.. Os duques eram os chefes dos fara. Tratava-se de guerreiros investidos de tal cargo por herança genética e pelo valor militar demonstrado em guerra, premiados então pelo rei germânico. Na figura do duque lombardo se mesclavam assim elementos militares, gentílicos, sacros (investido elo soberanos, participavam do seus carisma), políticos, judiciários e administrativos. Na assembleia do povo em armas ("Gairethinx") os duques tinham um papel proeminente, e eram determinantes na eleição do próprio rei.
Um vez estabelecidas na Itália, a instituição ducal assumiu progressivamente uma ligação com o território, mas sempre subordinada ao status político-militar do duque. A partir da primeira cidade conquistada por Alboíno em 568, Fórum Júlio (atual Cividale del Friuli, em cada centro urbano militarmente relevante foi estabelecido um duque, com o encargo de liderar os guerreiros lombardos estabelecidos na área limítrofe contra eventuais ameaças inimigas.
Desde a primeira colônia estabelecida, a instituição ducal teve assim uma dupla característica: de um lado o duque era comandante de um exército, de outro era o chefe de uma fração do povo ("gens"), sujeito assim às expectativas e às tradições (de gestão do poder,, de ativismo militar, de repartição das riquezas) do próprio povo. O duque era assim uma figura de investidura real e de natureza político-militar, mas ao mesmo tempo portador de uma concessão de poder exclusiva, quase elemento-garantia de uma determinada estrutura social (aquela dos fara). A co-presença desses dois fatores opostos caracterizou toda a existência do Reino Lombardo, em constante tensão entre a pressão centralizadora do soberanos e a pressão autonomista dos duques. No curso dos séculos assistiu-se à passagem de uma maior independência ducal (tanto que nos dez anos do assim chamado período dos duques, de 574 a 584, governaram como soberanos absolutos nas respectivas sedes) a uma crescente afirmação do poder central, sem que porém a pressão autonomista fosse completamente contida..
Com a queda do Reino Lombardo (774) e a conquista de grande parte da Longobárdia por parte dos francos de Carlos Magno, a figura do duque lombardo foi substituída por aquela do conde franco. Fora do Império Carolíngio permanece porém o Ducado de Benevento, que mantém uma certa autonomia e no interior do qual o termo "duque" assiste a uma evolução em direção ao significado de título de nobreza que seria imposto em seguida.